# Graciela Ocaña

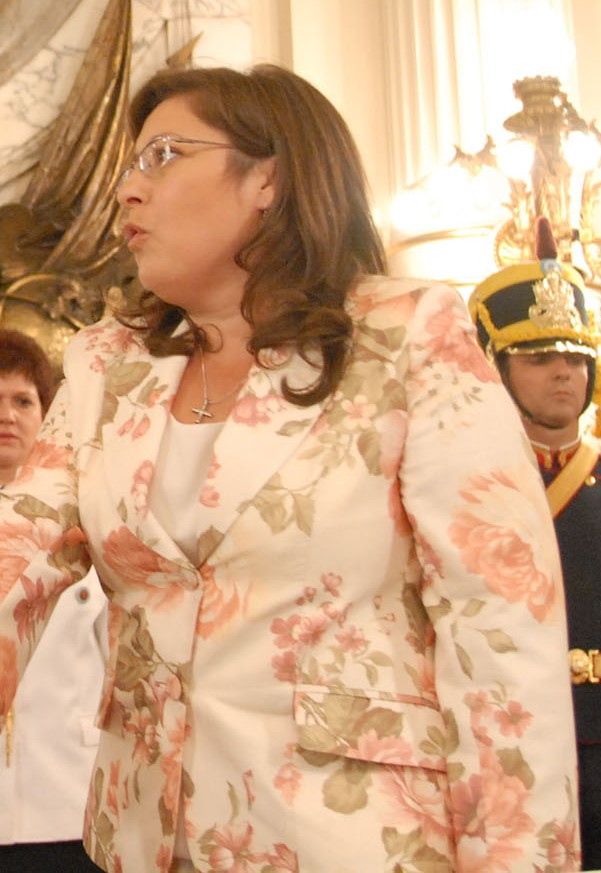
Graciela Ocaña

Graciela Ocaña (Buenos Aires, 16 de setembro de 1960) é uma dirigente política argentina, que ocupou a titularidade do Ministério de Saúde e Ambiente no governo de Cristina Fernández.